# David Crane
David Crane (n. Filadelfia, Estados Unidos; 13 de agosto de 1957) es un guionista y productor ejecutivo estadounidense. Es junto a Marta Kauffman creador de la serie estadounidense Friends.
En toda su carrera, se dedica a trabajar con series de comedia, de las cuales ha trabajado como guionista en Veronica's Closet, The Class, Dream On (la cual creó también junto a Marta Kauffman), Joey y The Powers That Be (la cual también fue con Marta Kauffman).